# Мааибра Шеши
Мааибра Шеши — фараон Нижнего Египта из Авариса, основатель XV династии. Фрагмент Туринского царского папируса, где содержалась большая часть информации о Шеши, не сохранился до наших дней, поэтому даты его жизни неизвестны. Его тронное имя, Мааибра, обозначает «Видящий сердце Ра».